# Fidenza

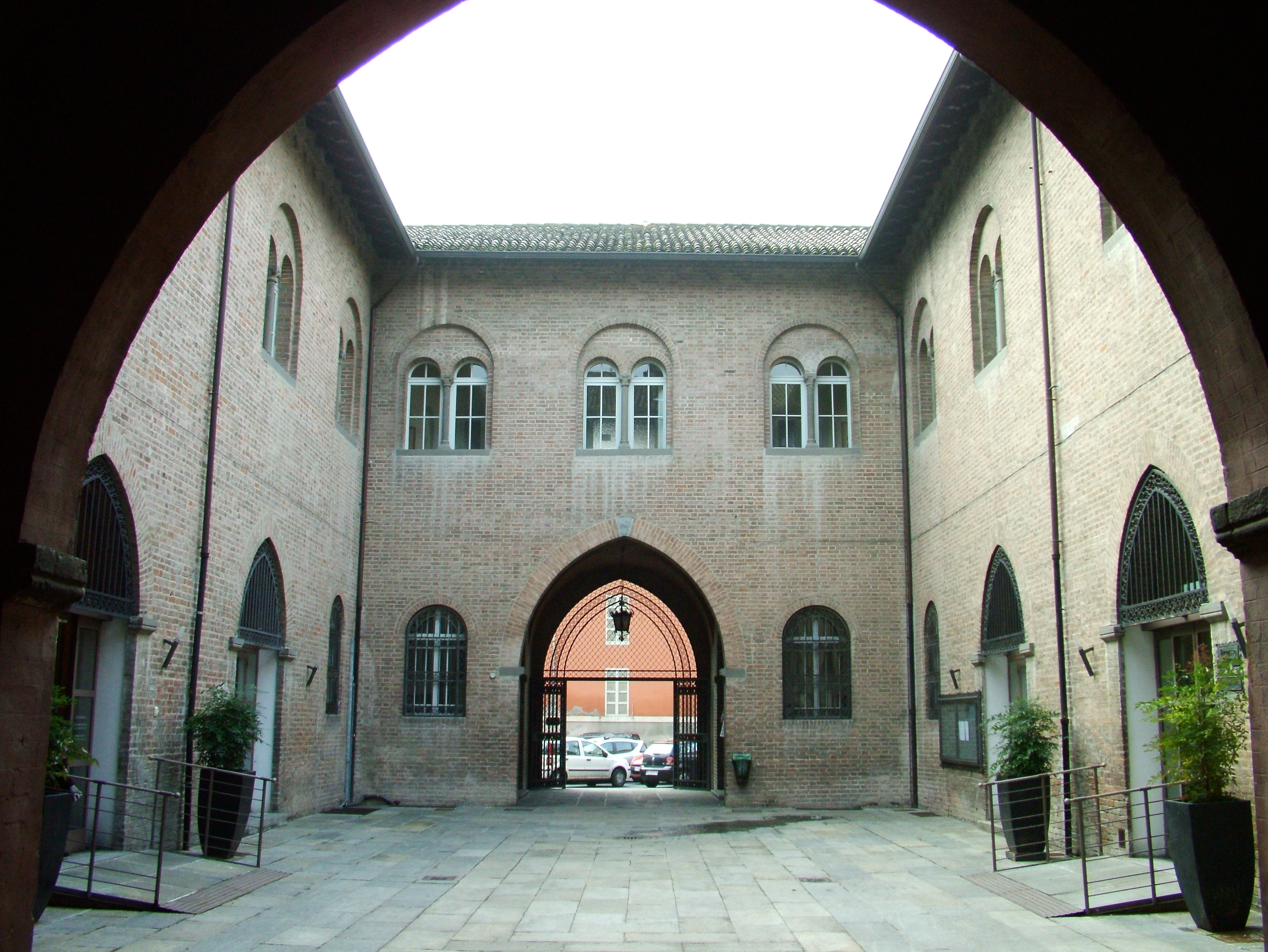
Il cortile interno del municipio di Fidenza

Fidenza (già Borgo San Donnino; Fidénsa, Bórogh, Bórgh San Dunén [in disuso] in dialetto parmigiano, Bùragh nella dizione locale) è un comune italiano di 27 434 abitanti della provincia di Parma in Emilia-Romagna, secondo per popolazione e importanza solamente al capoluogo. È sede del Consiglio dell'Associazione intercomunale Terre Verdiane.

## Geografia fisica
È situata nella Pianura Padana costeggiata a sud dalle prime colline, a circa 23 km ad ovest di Parma e 30 km a sud del fiume Po. Ad ovest della città scorre il torrente Stirone, affluente del fiume Taro. Un tempo il torrente scorreva nell'attuale centro cittadino, dove sorge il duomo. Ad est è bagnata dal torrente Rovacchia.

## Origini del nome
Il nome attuale deriva dal latino Fidentia, nome augurale collegato con il termine fides, "fiducia", e con fidens, -entis, participio presente del verbo fidere, "confidare". Nell'alto Medioevo la città venne ribattezzata Borgo San Donnino, dal nome del santo patrono che secondo la tradizione fu ivi decapitato, forse nel 296. Nel 1927 il nome originario venne ripristinato.

## Storia
Fidenza nacque come accampamento romano nei luoghi in cui i Galli Anani fondarono l'insediamento che aveva nome Vicumvia (latino Victumviae o Victumulae), lungo il percorso della Via Emilia con il nome di Fidentia. Per la sua posizione divenne poi un importante centro commerciale, rimanendolo per tutto il periodo di dominazione dell'impero romano, tanto che nel 41 a.C. fu insignita da Ottaviano della cittadinanza romana come Fidentia Julia e divenne municipio.
Con la caduta dell'Impero romano d'Occidente cominciò un periodo buio per la città, tanto che il nome venne tramutato in Fidentiola. Venne più volte invasa dai barbari, venne distrutta nel V secolo.
In quell'occasione cominciò l'opera di ricostruzione di quello che veniva chiamato semplicemente "Borgo". Il nuovo nome infatti, Borgo San Donnino, sembra risalire al 923 e venne mantenuto per più di mille anni, fino al 1927. Fu quasi sempre oggetto di contese tra Parma e Piacenza, anche se fu praticamente sempre la prima ad averne il controllo. Era infatti considerato un centro in grado di potersi sviluppare e "disturbare" sia l'una che l'altra, grazie alla sua posizione strategica sulla via Emilia e sulla Via Francigena.
Carlo Magno ebbe una forte devozione verso san Donnino e fu uno dei più grandi benefattori della chiesa della città, donandole la sua villa regia di Fornio ed il pomo d'oro del proprio bastone per fonderlo e farne il nodo del calice. E fu proprio durante la dominazione di Carlo Magno che venne ritrovato il corpo del Santo.
Tra il 1000 e il 1100 Borgo San Donnino divenne capitale d'Italia: Corrado di Lorena, figlio dell'Imperatore Enrico IV, si ribellò al padre alleandosi con il Papa Gregorio VII e Matilde di Canossa, scegliendo Borgo San Donnino come propria capitale dal 1092 al 1102. Sempre nel 1102 Fidenza diventò Comune, riconosciuto ufficialmente nel 1162 da Federico Barbarossa, che la affidò al controllo dei Pallavicino. Nel 1199 la città fu nuovamente conquistata da Parma e liberata nel 1221 da Federico II, nipote di Federico Barbarossa. Borgo San Donnino venne però nuovamente distrutta dai parmigiani nel 1268, motivo per cui vennero bloccati i lavori di costruzione della facciata del duomo e mai più ripresi. La città venne ricostruita solamente nel 1300 e venne innalzata la Torre Salvaterra, per proteggersi dagli attacchi di Parma. Successivamente vide la presenza dei Visconti per un secolo (1336 - 1447) ma in modo non continuo. Questi edificarono la parte più antica dell'attuale palazzo Comunale (1354), l'oratorio di San Giorgio (1314) e la porta di San Donnino (1364).
Dopo la morte di Filippo Maria Visconti nel 1447, Fidenza rimase libera per un anno prima di essere controllata dagli Sforza fino al 1499. Fino alla seconda metà del secolo successivo Borgo San Donnino divenne capitale dello Stato Pallavicino e nel 1556 annessa al Ducato di Parma e Piacenza. In questo anno divenne possedimento dei Farnese, inoltre nel 1601 la chiesa di san Donnino divenne diocesi e le fu conferito lo status di città. Durante la dominazione farnese, Fidenza conobbe la peste del 1630, diffusasi velocemente in città anche per il grande numero di pellegrini che giornalmente arrivavano percorrendo la Via Francigena. Furono costruiti anche numerosi edifici come la chiesa di San Pietro nel 1602, il palazzo vescovile accanto al duomo nel 1690, poi distrutto durante il bombardamento del 1944, il collegio dei Gesuiti con l'annessa chiesa (1697 - 1711) e il palazzo delle Orsoline (1710).
Nel 1731, alla morte di Antonio, si estinse la dinastia dei Farnese e Fidenza passò sotto il controllo dei Borbone, durato fino alla morte del duca Ferdinando, nel 1802. Nello stesso anno cominciò il dominio francese; i francesi cercarono di fare riprendere la città dalla decadenza in cui era scivolata, aprendo delle scuole di arti e mestieri. Seguì ai francesi la duchessa Maria Luisa d'Asburgo-Lorena, moglie di Napoleone, che fece costruire un nuovo ponte sullo Stirone.
Fidenza venne poi annessa al Regno Sabaudo, con una votazione in consiglio comunale, nel 1859. Il primo sindaco fu Giacomo Ronchei ed il primo deputato di Borgo San Donnino fu Giuseppe Verdi.
Molti giovani volontari partirono per combattere la prima guerra mondiale. Quelli che tornarono, come nel resto d'Italia, parteciparono o videro dall'esterno le grandi tensioni sociali di quel periodo. A Borgo San Donnino nacque la prima sede del partito comunista della provincia di Parma, e l'anno successivo il primo fascio di combattimento, dopo l'uccisione del fascista Vittorio Bergamaschi.
Con l'avvento del fascismo, la città conobbe un enorme sviluppo: furono costruite nuove scuole, la linea ferroviaria Fidenza - Salsomaggiore Terme, l'acquedotto, la piscina ed il trampolino olimpionico. Inoltre, nel 1927, venne cambiato il nome in Fidenza, riconosciuto con regio decreto legge. Vi fu anche una buona ripresa economica.
Con i bombardamenti del 1944, 2 e 13 maggio, la città venne quasi completamente rasa al suolo, con la perdita della chiesa del quartiere Oriola ed il danneggiamento della rocca, poi abbattuta completamente per volere del Sindaco Adolfo Porcellini. Nella primavera del 1945 fu inoltre teatro di alcune rappresaglie nazifasciste come l'eccidio delle Carzole e di via Baracca. La città fu liberata dagli alleati il 26 aprile 1945 ed insignita della medaglia di bronzo al valor civile nel 1960.

### Simboli

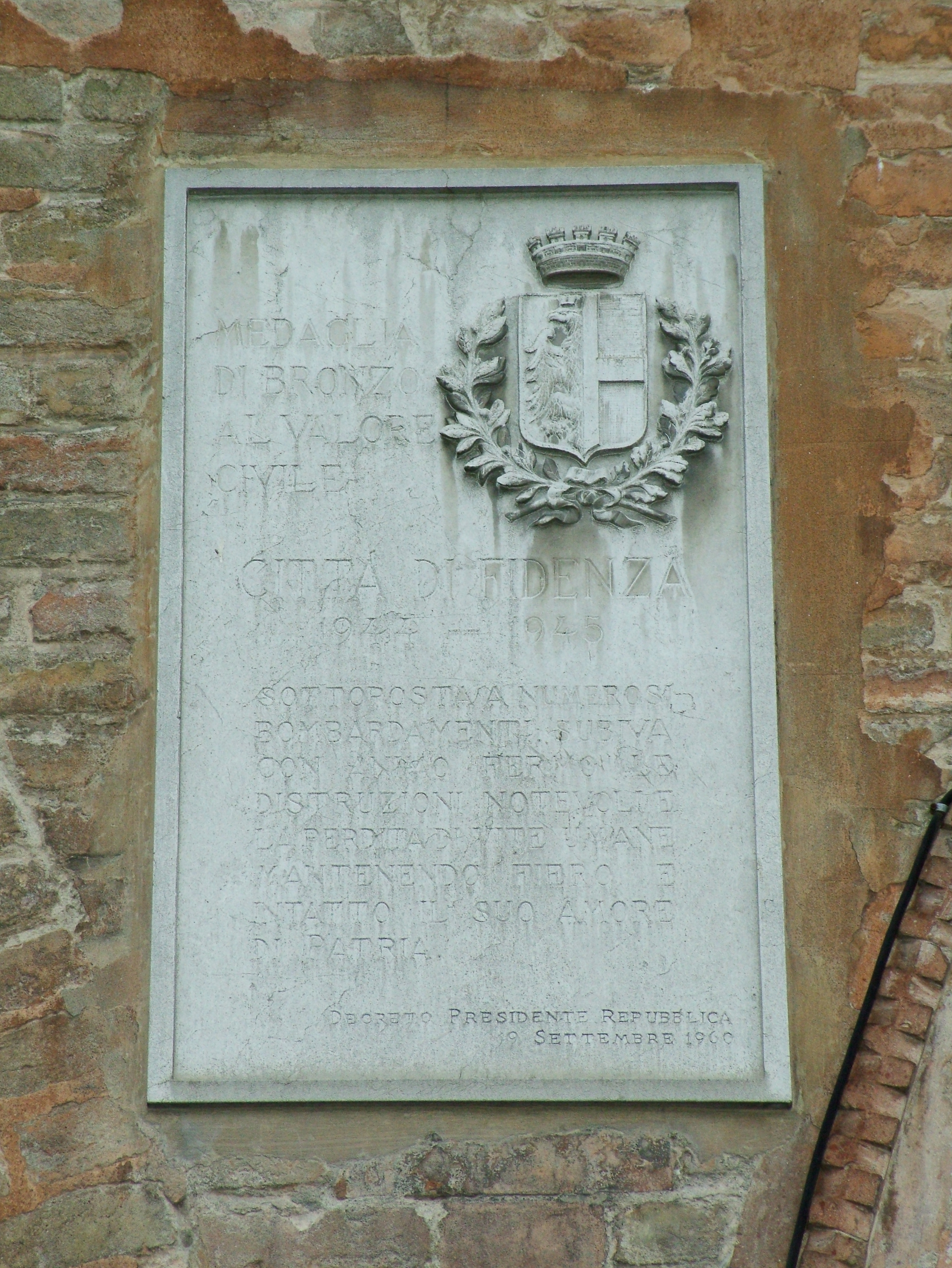
Lapide che ricorda il conferimento della medaglia di bronzo al valor civile sulla facciata del municipio

Il primo stemma della città sembra risalire al 1102, consistente in uno scudo di fondo rosso con la croce color argento, la cosiddetta croce di San Giovanni Battista. Nel 1221 la città ottenne il permesso di Federico II di inserire l'aquila imperiale in campo dorato nella metà sinistra dello scudo. Infine, nel 1601, i Farnese la dichiararono città ed inserirono la corona ducale sopra lo scudo.
Lo stemma e il gonfalone attualmente in uso sono stati riconosciuti con decreto del capo del governo del 13 dicembre 1939.
Il gonfalone è costituito da un drappo di rosso.

### Onorificenze
Titolo poi confermato con decreto del Capo del Governo del 13 dicembre 1939.

## Monumenti e luoghi d'interesse

### Architetture religiose

#### Duomo

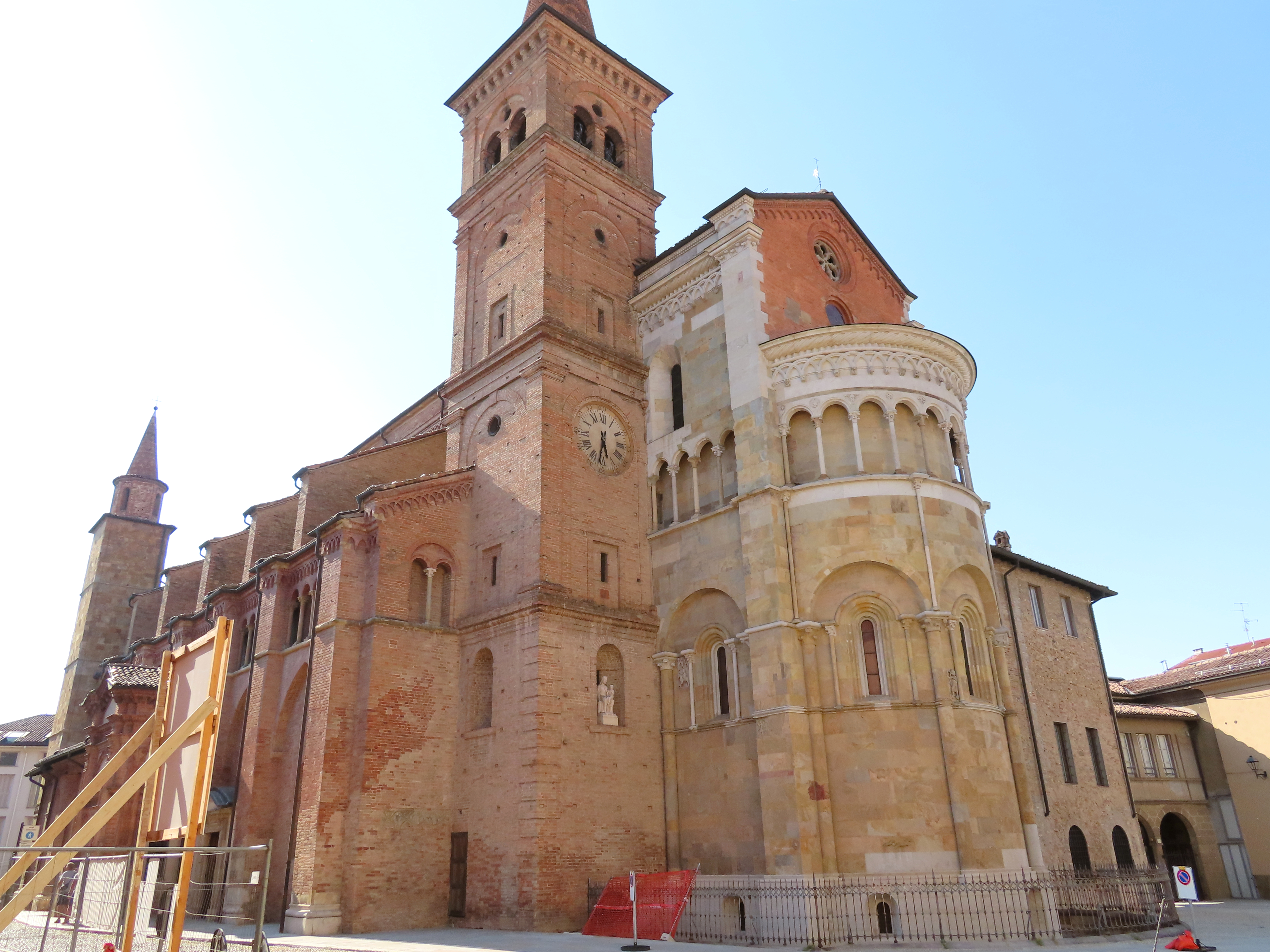
Abside e lato sud del duomo

La cattedrale è sicuramente l'edificio di maggior valore di Fidenza. Fu costruita tra il XII e il XIII secolo sul percorso della Via Francigena in stile romanico, dedicata a San Donnino ed edificata nel punto in cui, secondo la leggenda, cadde il santo. La direzione dei lavori e le sculture furono di Benedetto Antelami. La parte di maggior pregio è la facciata, una della più belle del romanico emiliano, dove si possono ammirare bassorilievi e statue. Le due più grosse sono quelle di David ed Ezechiele, rispettivamente alla sinistra e alla destra del portone principale.
I bassorilievi narrano la storia di San Donnino, soldato romano al servizio dell'imperatore Massimiano. Sono inoltre notevoli i due leoni stilofori posti a guardia dell'ingresso principale e l'arco decorativo dello stesso portone. La facciata è incompiuta, infatti nella parte superiore si nota la predisposizione per delle decorazioni mai inserite. All'interno troviamo tre navate e due imponenti matronei ai lati superiori della navata centrale. La navata destra presenta l'aggiunta di una cappella quattrocentesca contenente il fonte battesimale; nella cripta, sotto l'altare maggiore, sono conservate le ossa del martire. Un tempo tutto l'interno era decorato, ma degli affreschi rimane solo il viso di un prelato nella zona dell'abside. Il resto degli affreschi sono infatti andati perduti quando venne tolta la calce applicata alle pareti nel Seicento per evitare il contagio della peste. La Cattedrale ha tre campanili, due ai lati della facciata, ed uno a fianco dell'abside. Il Duomo possiede il cosiddetto Tesoro di San Donnino.

#### Chiesa di San Pietro

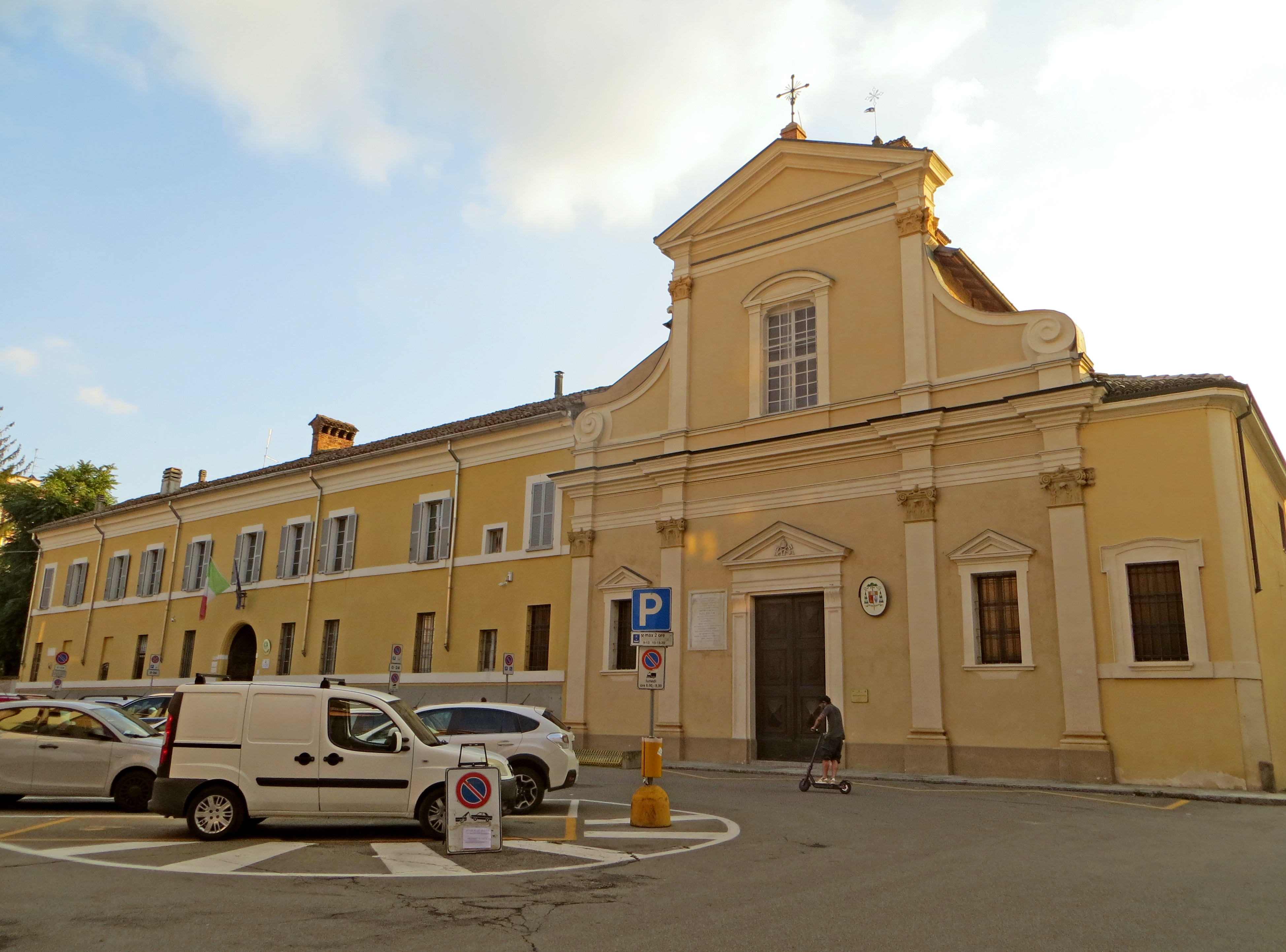
Chiesa di San Pietro

Edificato tra il 1603 e il 1613 dagli eremitani agostiniani sul luogo di una precedente chiesa risalente al XII secolo, il luogo di culto barocco fu progettato dall'architetto Maurizio Bacchini; gli interni furono arricchiti verso la fine del XVIII secolo; la chiesa, chiusa al culto per alcuni anni in seguito all'allontanamento dei frati, passò alla diocesi di Fidenza nel 1820. L'adiacente convento, edificato verso la fine del XVII secolo su progetto dell'architetto Carlo Draghi, fu espropriato dalla Camera Ducale nel 1768 ed adibito a sede della manifattura tessile diretta dal gentiluomo Guillaume Rouby de Cals, per la produzione di panni di lana ad uso militare e della casa reale, operativa dal 1769 al 1775 arrivò ad impiegare oltre 150 operai.

#### Santuario della Gran Madre di Dio

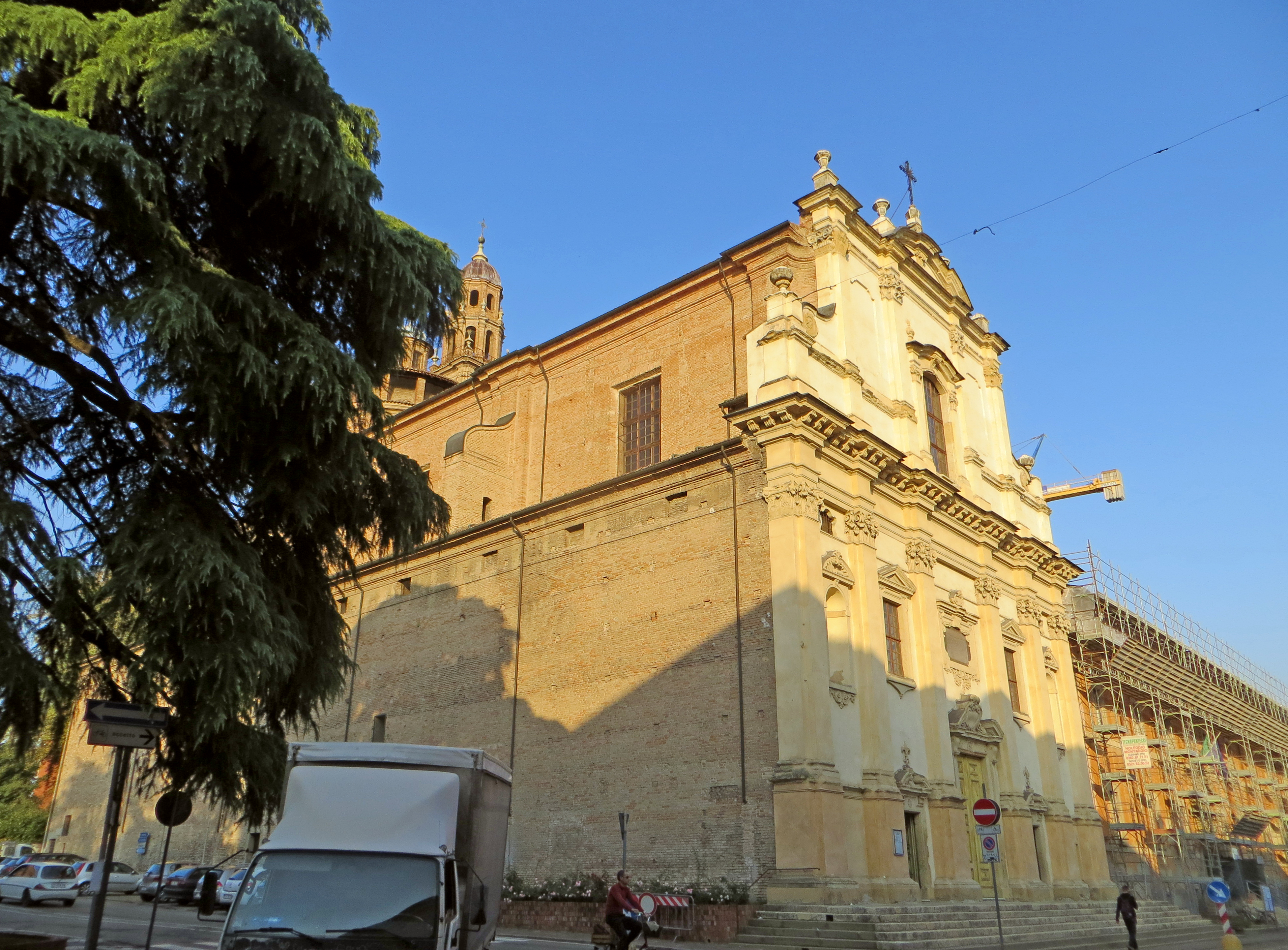
Santuario della Gran Madre di Dio

Innalzato tra il 1710 e il 1722 su progetto di padre Stefano Maria Bramieri quale chiesa annessa al collegio dei Gesuiti, il tempio barocco fu sconsacrato nel 1806 in seguito alla soppressione napoleonica degli ordini religiosi e riconvertito in magazzino e deposito di granaglie; restaurato tra il 1948 e il 1950, fu riaperto al culto quale parrocchia di San Michele Arcangelo, in seguito alla chiusura della vicina chiesa cinquecentesca, ed innalzato a santuario diocesano nel 1957. La facciata e l'interno mostrano i tratti monumentali comuni a molte chiese innalzate dalla Compagnia di Gesù agli inizi del XVIII secolo.

#### Chiesa di San Michele Arcangelo

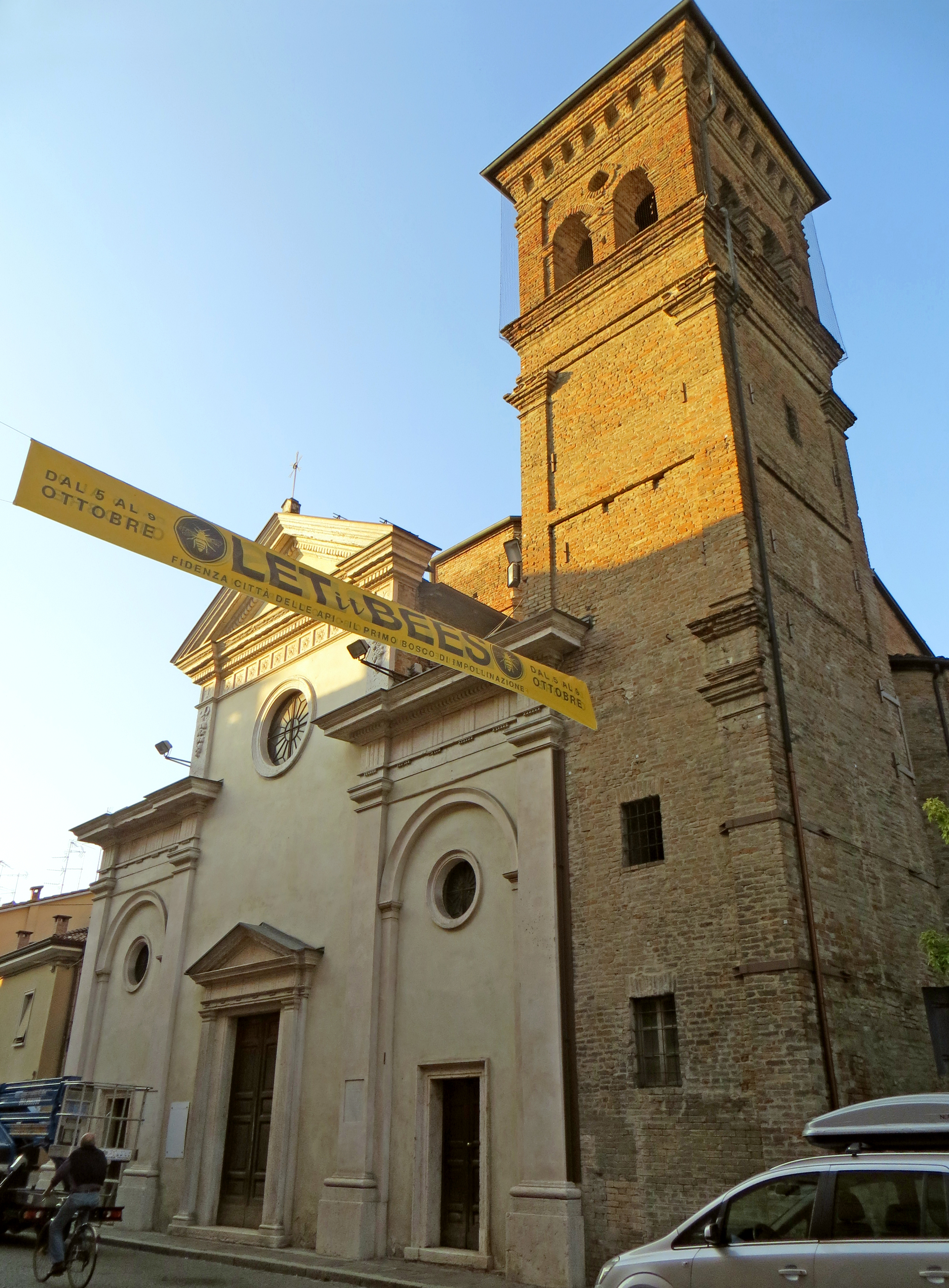
Chiesa di San Michele Arcangelo

Edificato tra il 1533 e il 1537 sul luogo di una precedente chiesa risalente al 1181, il luogo di culto rinascimentale, con facciata ricostruita nel 1893, fu danneggiato dai bombardamenti del 1944 e sconsacrato; la parrocchia fu allora spostata nel vicino santuario della Gran Madre di Dio; rimasto chiuso per lunghi anni, l'edificio fu riaperto quale centro culturale in seguito ai restauri effettuati nel 1978. L'interno, sviluppato su una pianta centrale a croce greca, mostra i tratti tipici delle chiese bramantesche ed ospita un affresco quattrocentesco raffigurante la Madonna in trono col Bambino, proveniente dal distrutto tempio medievale.

#### Oratorio di San Giorgio

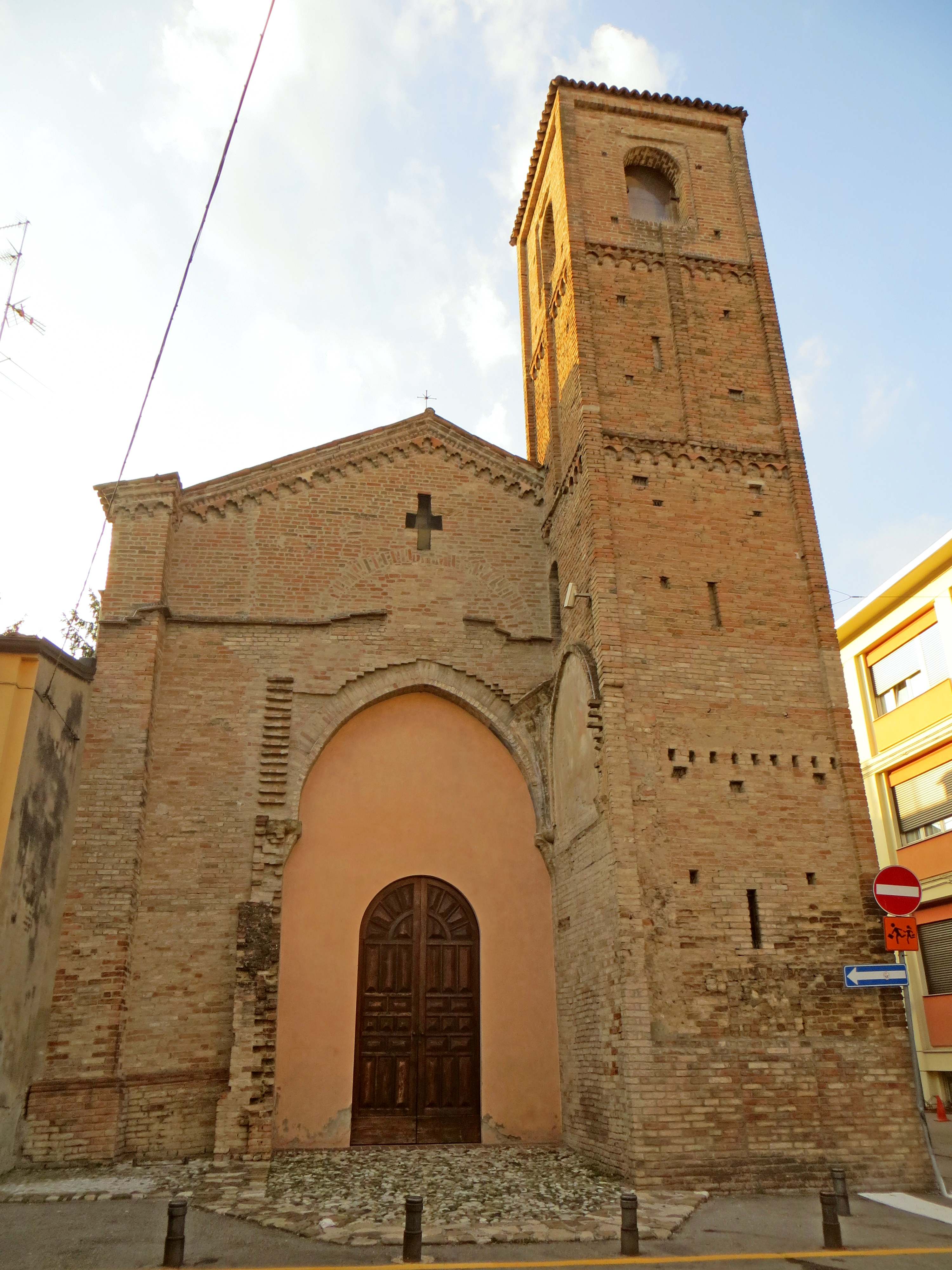
Oratorio di San Giorgio

Innalzato in stile gotico nel 1314 con un piccolo ospedale annesso, l'oratorio, di cui nel 1575 fu abbattuta la facciata, nel 1617 fu ruotato di 180° e ristrutturato completamente, con l'edificazione di quattro cappelle laterali e della nuova abside ad ovest; sconsacrato nel 1902 ed adibito a deposito, fu gravemente danneggiato dai bombardamenti del 1944 e successivamente restaurato nel 1969 e nel 2002, con la trasformazione in sede espositiva. La facciata a capanna mostra le tracce dell'originario presbiterio medievale, ancora decorato sulla parete laterale al confine col campanile con la sinopia di un affresco tardo gotico raffigurante San Giorgio e il drago, recuperato nel 1969 e traslato nel museo del duomo di Fidenza.

#### Chiesa di Santa Maria Annunziata

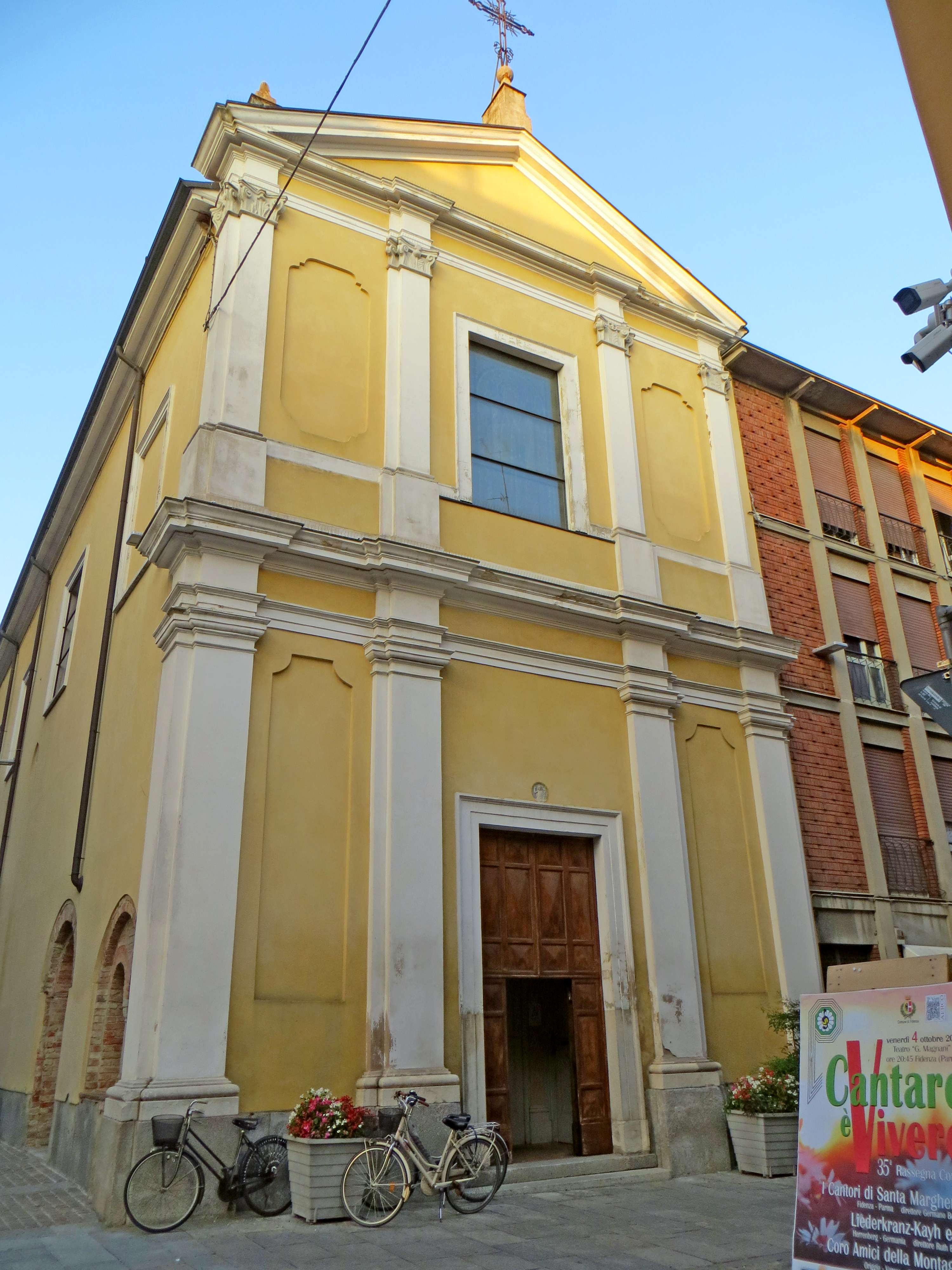
Chiesa di Santa Maria Annunziata

Edificata originariamente verso la fine del XII secolo, la chiesa, ricostruita dalla confraternita dei Disciplinati negli ultimi anni del XIV con una nuova orientazione a sud, fu ampliata e restaurata in stile barocco agli inizi del XVII secolo e nuovamente allungata internamente intorno al 1970; il prospetto laterale conserva le tracce dell'antico portale e della bifora della primitiva cappella medievale; all'interno la piccola cupola è decorata con affreschi seicenteschi del pittore Antonio Formaiaroli. L'adiacente chiostro rinascimentale dell'antico ospedale per pellegrini fu innalzato alla fine del XIV secolo dai Disciplinati, ma parzialmente demolito in occasione dell'ampliamento seicentesco del tempio.

#### Chiesa di Sant'Antonio Abate

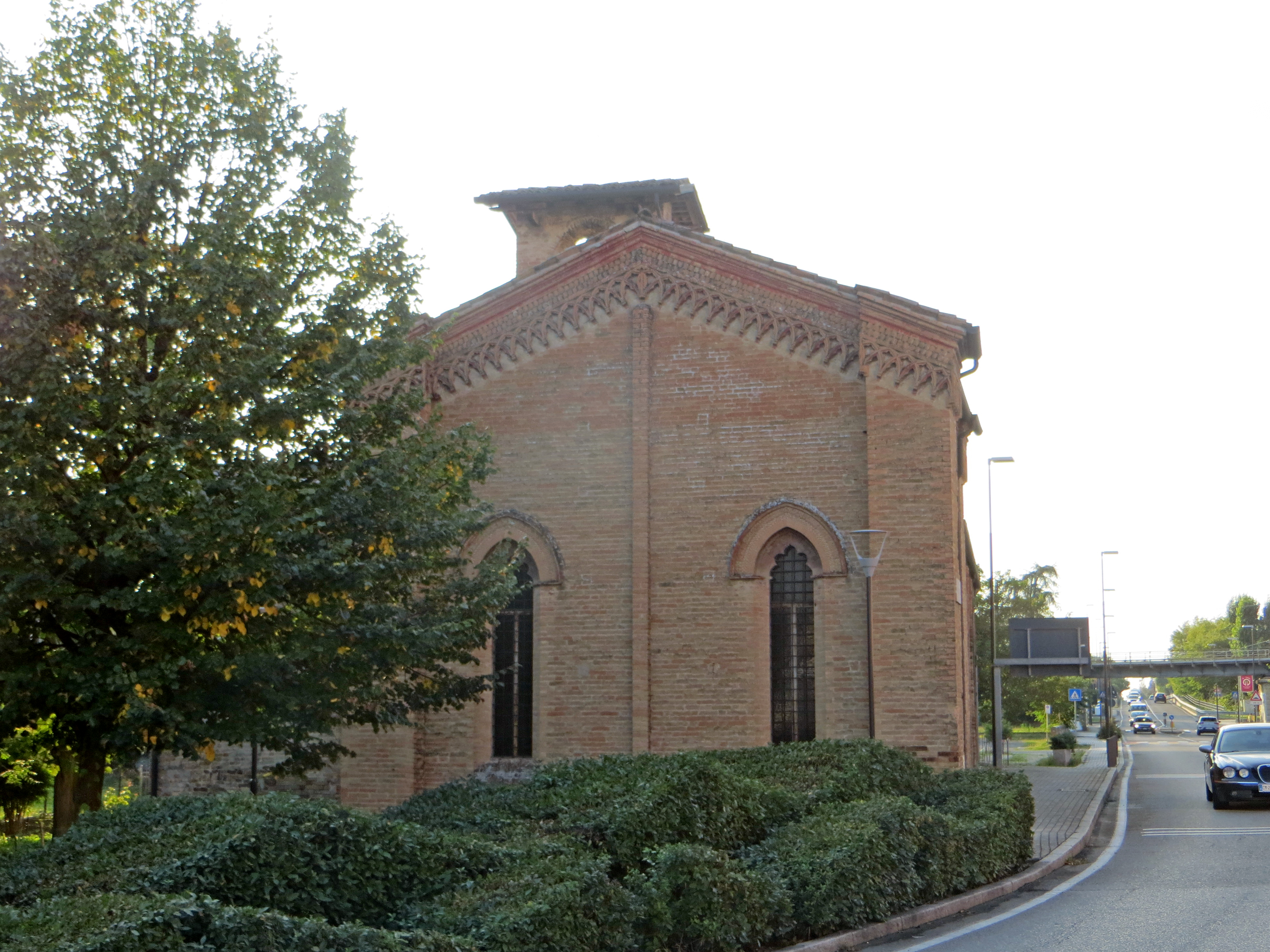
Chiesa di Sant'Antonio Abate

Innalzata dai frati antoniani fra la fine del XII e l'inizio del XIII secolo unitamente ad un piccolo convento e ad un ospedale per pellegrini, la chiesetta gotica fu modificata nel 1812 in seguito alla rettificazione della via Emilia, con la demolizione del portico laterale e l'allungamento della navata fino alla precettoria medievale; profondamente danneggiata dai bombardamenti alleati del 1944, fu restaurata nel 1969 e riaperta al culto; dal 2004 è concessa in uso agli ortodossi della metropolia di Chișinău e di tutta la Moldavia. L'esterno del presbiterio è caratterizzato dalle grandi monofore ad arco ogivale e dal motivo ad archetti intrecciati in sommità.

#### Chiesa del Sacro Cuore e convento dei Cappuccini

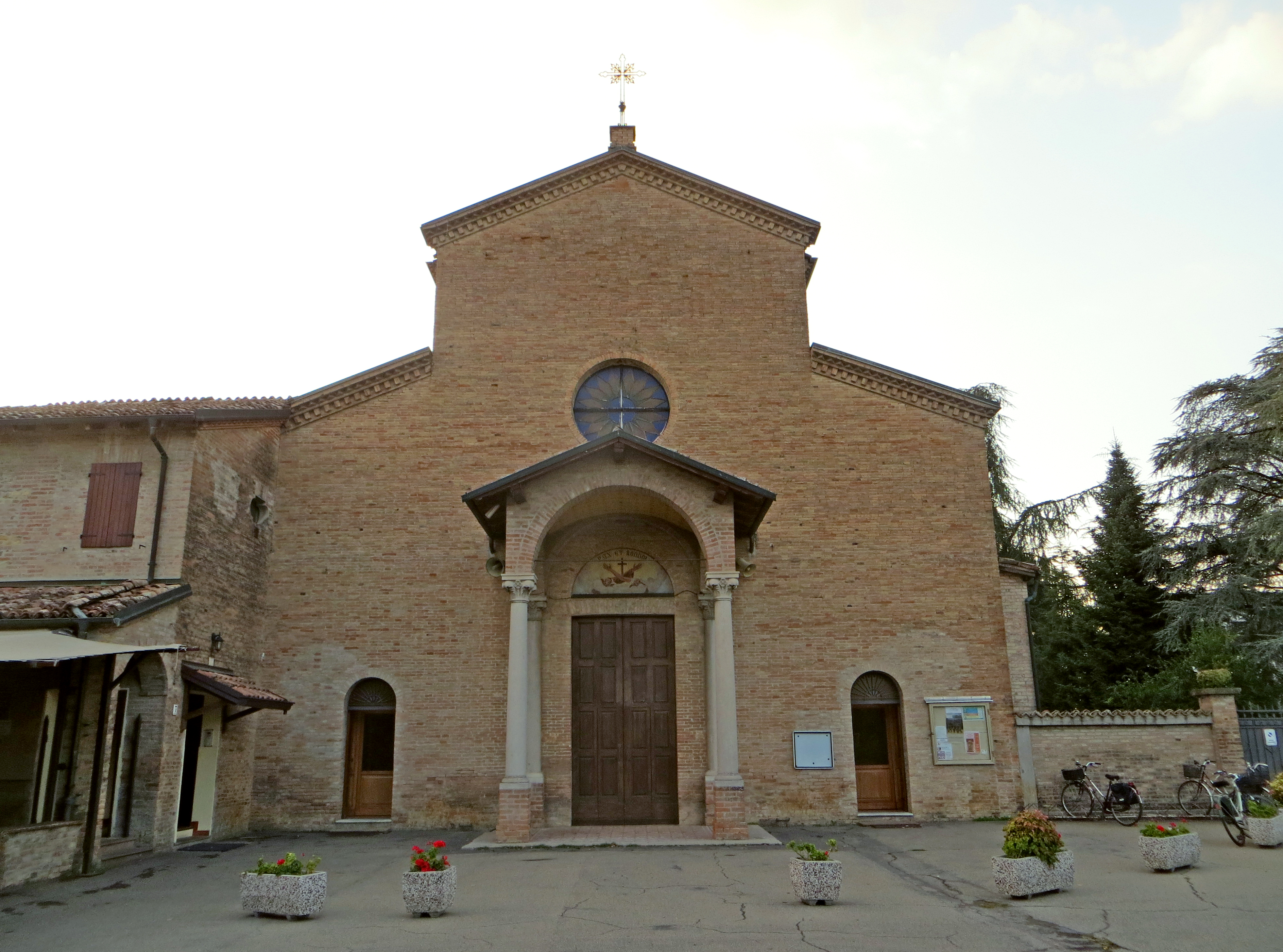
Chiesa del Sacro Cuore

Edificata in stile neoromanico lombardo tra il 1883 e il 1884 dai cappuccini in adiacenza al loro convento del 1880, la chiesa fu ampliata nel 1964 ed elevata a sede della nuova parrocchia di San Francesco nel 1973; al suo interno ospita varie opere d'arte recuperate dall'antico convento dei frati soppresso nel 1866, tra cui il mausoleo di Enrichetta d'Este e Leopoldo d'Assia-Darmstadt, scolpito da Jean-Baptiste Boudard nel 1765, e un dipinto raffigurante La Vergine in trono con Bambino e santi, eseguito da Giovanni Battista Tagliasacchi nel 1718.

#### Chiesa di San Tommaso Becket

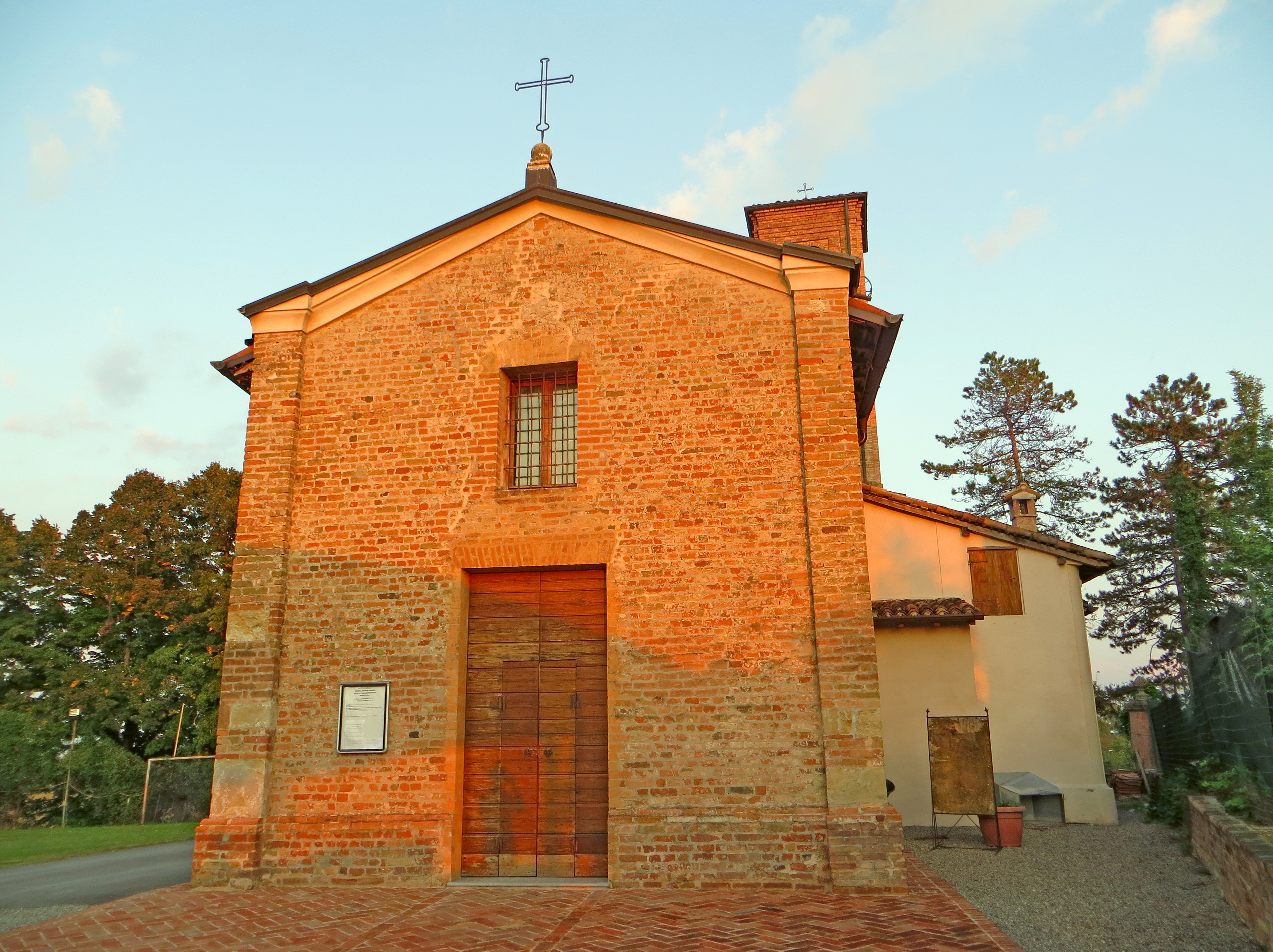
Chiesa di San Tommaso Becket

Edificata originariamente nell'XI secolo, la chiesa di Cabriolo fu ricostruita in stile romanico dai cavalieri templari nella seconda metà del XII; depredata e incendiata nel 1309, fu riedificata dai cavalieri Ospitalieri tra la fine del XIV secolo e l'inizio del XV riconvertendo la porzione orientale della rotonda nell'abside del nuovo tempio; abbandonata dai cavalieri di Malta agli inizi del XIX secolo a causa delle soppressioni napoleoniche, fu restaurata più volte, riscoprendo nel 1922 una fascia di rari affreschi gotici sulla parete sinistra della navata; di pregio risulta anche l'abside, risalente alla struttura templare.

#### Chiesa di San Giovanni Decollato
È la chiesa parrocchiale della frazione Siccomonte.

### Architetture militari

#### Porta di San Donnino

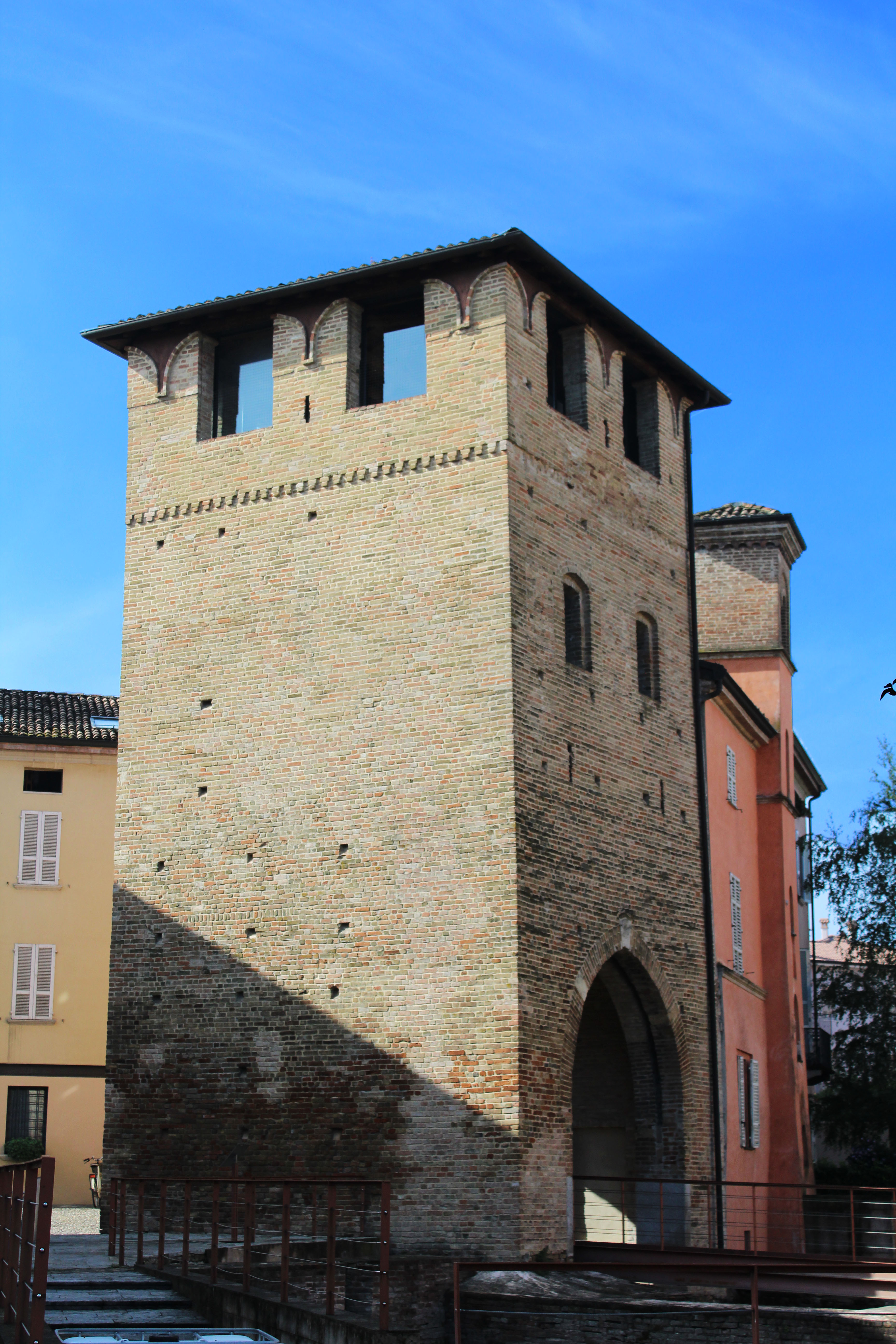
Porta di San Donnino

Edificata nel 1364 sulla prima campata dell'antico ponte romano per volere di Bernabò Visconti unitamente alla cinta muraria cittadina, la porta medievale costituisce l'unica traccia superstite delle antiche fortificazioni di Fidenza; oggi la torre, comunicante con l'attigua Casa Cremonini, è sede di uffici e associazioni comunali e del piccolo museo "Antiquarium". La porta, attraversata nell'androne da una passerella pedonale che ripercorre l'originario tracciato del ponte, presenta una singolare merlatura in sommità, guelfa sul lato interno e ghibellina sugli altri tre.

### Architetture civili

#### Palazzo Comunale

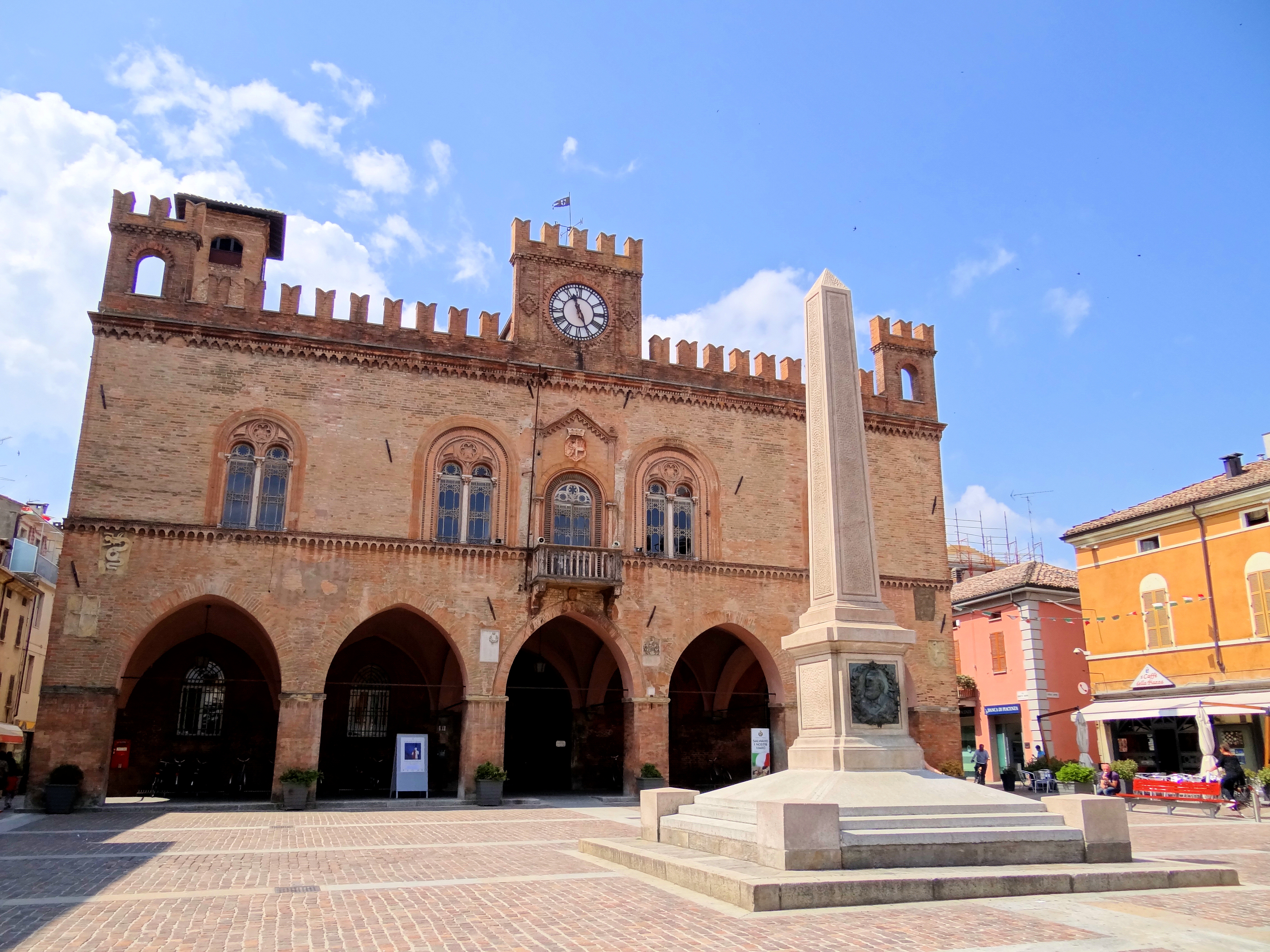
Palazzo Comunale

Innalzato in stile gotico lombardo tra il 1273 e il 1354, il palazzo comunale, parzialmente distrutto nel 1527 dalle truppe spagnole e francesi, fu riedificato nel 1570; la facciata fu ricostruita in stile neogotico nel 1875, su progetto dello scenografo Girolamo Magnani, mentre le ali laterali furono innalzate nel 1905 e infine il lato retrostante fu completato nel 1915 in continuità col prospetto principale. Davanti al palazzo è collocato dal 1884 l'obelisco dedicato a Giuseppe Garibaldi.

#### Palazzo delle Orsoline

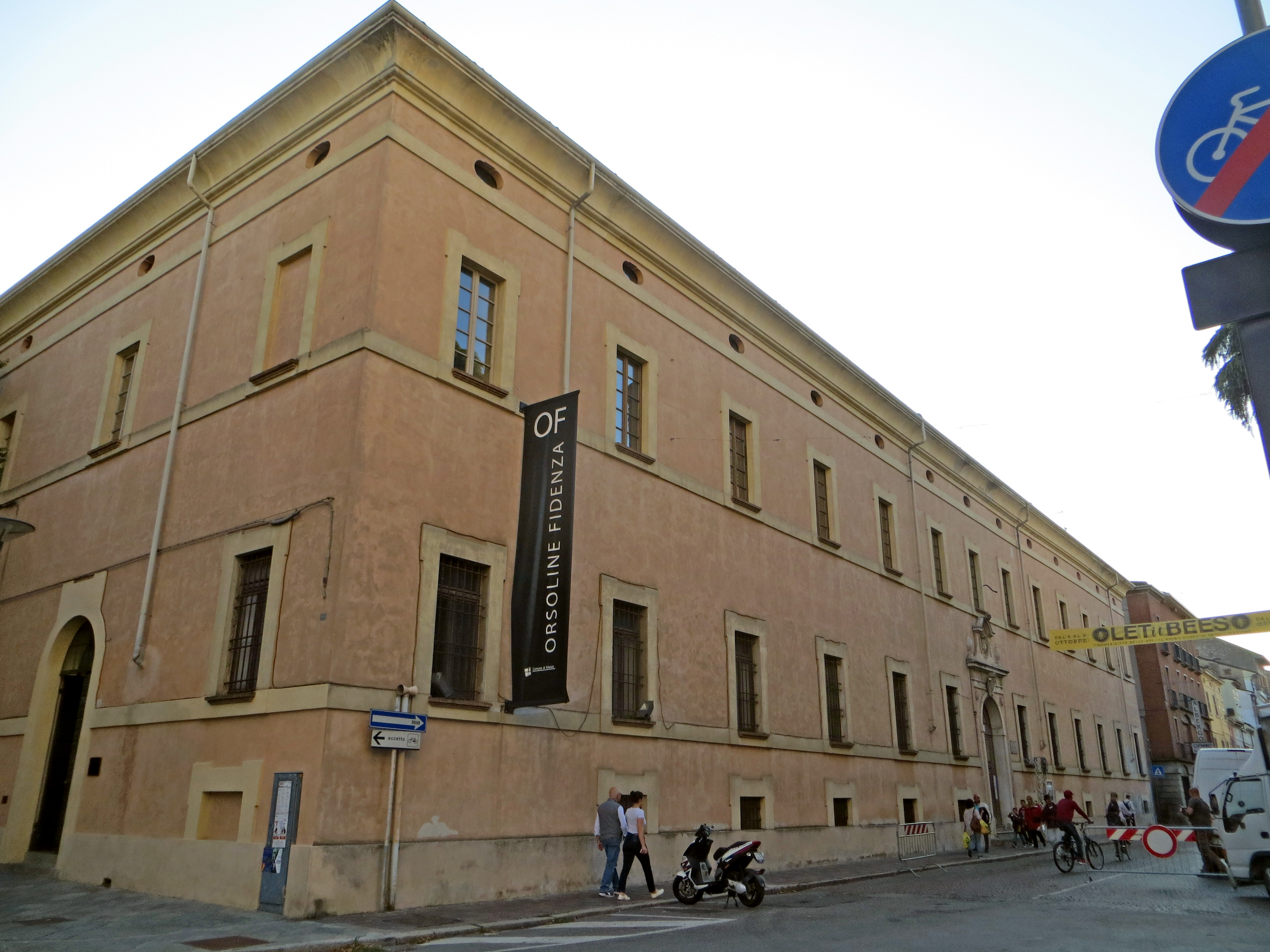
Palazzo delle Orsoline

Innalzato fra il 1710 e il 1731 quale sede di collegio delle Suore orsoline missionarie del Sacro Cuore di Gesù, il palazzo barocco fu espropriato nel 1805 in seguito alla soppressione napoleonica degli ordini religiosi e trasformato in ospizio femminile per mendicanti; nuovamente occupato dalle religiose fra il 1920 e il 1957, l'edificio in seguito ospitò abitazioni private e sedi scolastiche e sportive, fino alla fine del XX secolo, prima della parziale riconversione nel Palazzo della cultura e delle arti di Fidenza (OF), sede della biblioteca civica "Michele Leoni", del Museo civico del Risorgimento Luigi Musini, della mediateca, della pinacoteca, del Fondo Storico librario, del Fondo Musini, del Punto Giovane, dell'ufficio Cultura e Turismo, dell'ufficio Progetto Europa e della segreteria della Via Francigena. Il grande edificio, caratterizzato dalla simmetrica facciata con ingresso monumentale in marmo, si articola attorno a due cortili in successione; all'interno è ancora presente l'antica cappella delle orsoline, oggi adibita ad auditorium, decorata con affreschi settecenteschi attribuiti a Giuseppe Barbieri.

#### Collegio dei Gesuiti

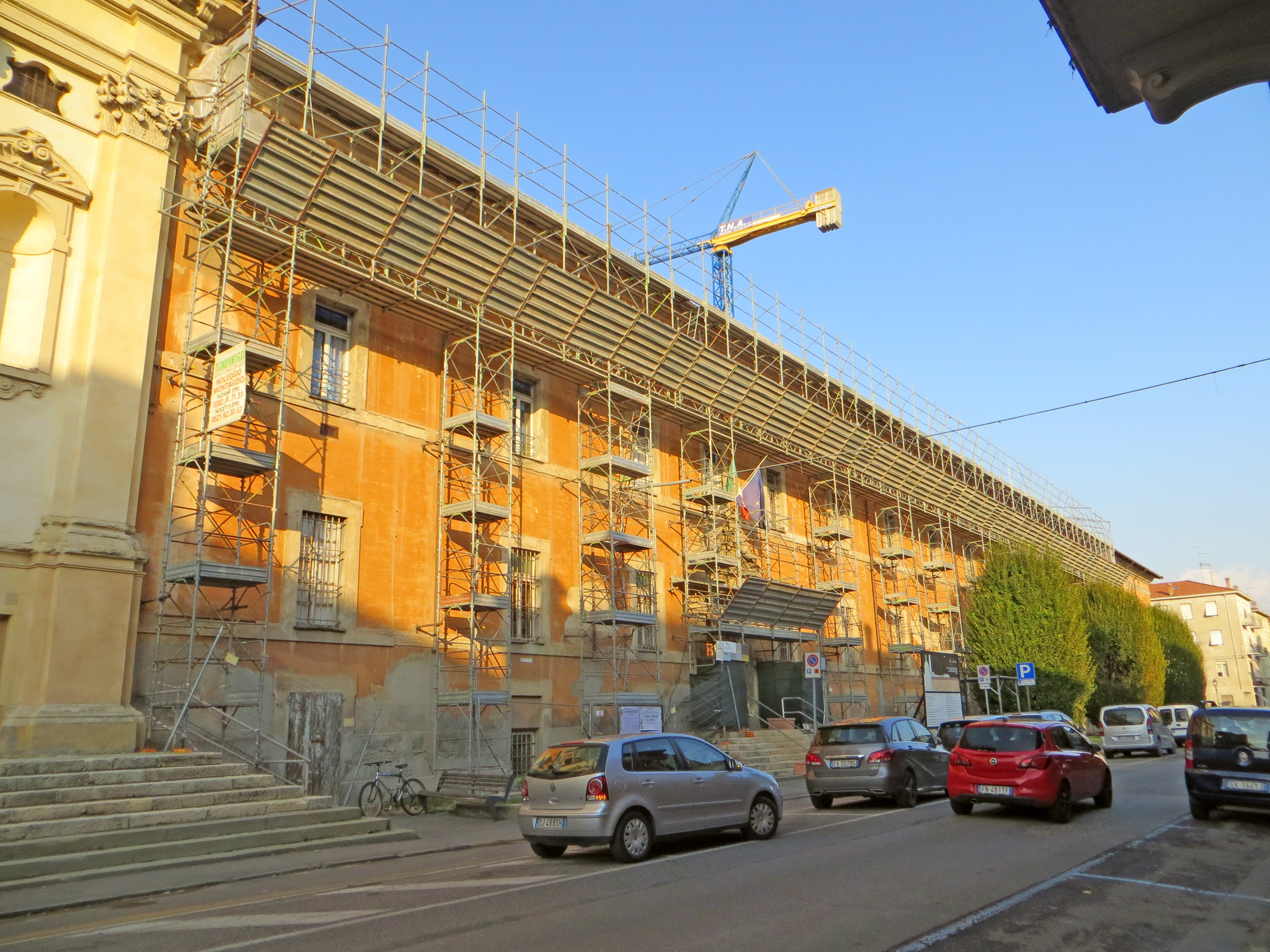
Collegio dei Gesuiti

Innalzato tra il 1697 e il 1710 su progetto di padre Stefano Maria Bramieri quale sede di collegio gesuitico, il palazzo barocco, con annessa chiesa, fu chiuso nel 1806 in seguito alla soppressione napoleonica degli ordini religiosi e trasformato in ospizio per mendicanti; adibito successivamente ad ospedale militare e casa protetta, dagli anni ottanta ospita alcuni uffici dell'Ausl e varie associazioni, in attesa di un restauro e di una definitiva riconversione ad altri scopi. Il grande edificio, caratterizzato dalla lunga facciata con ingresso monumentale in pietra, si articola attorno a tre cortili affiancati, su cui prospettano i numerosi ambienti interni e gli ampi corridoi, in parte decorati con affreschi dipinti dal gesuita Giuseppe Barbieri agli inizi del XVIII secolo.

#### Teatro Girolamo Magnani

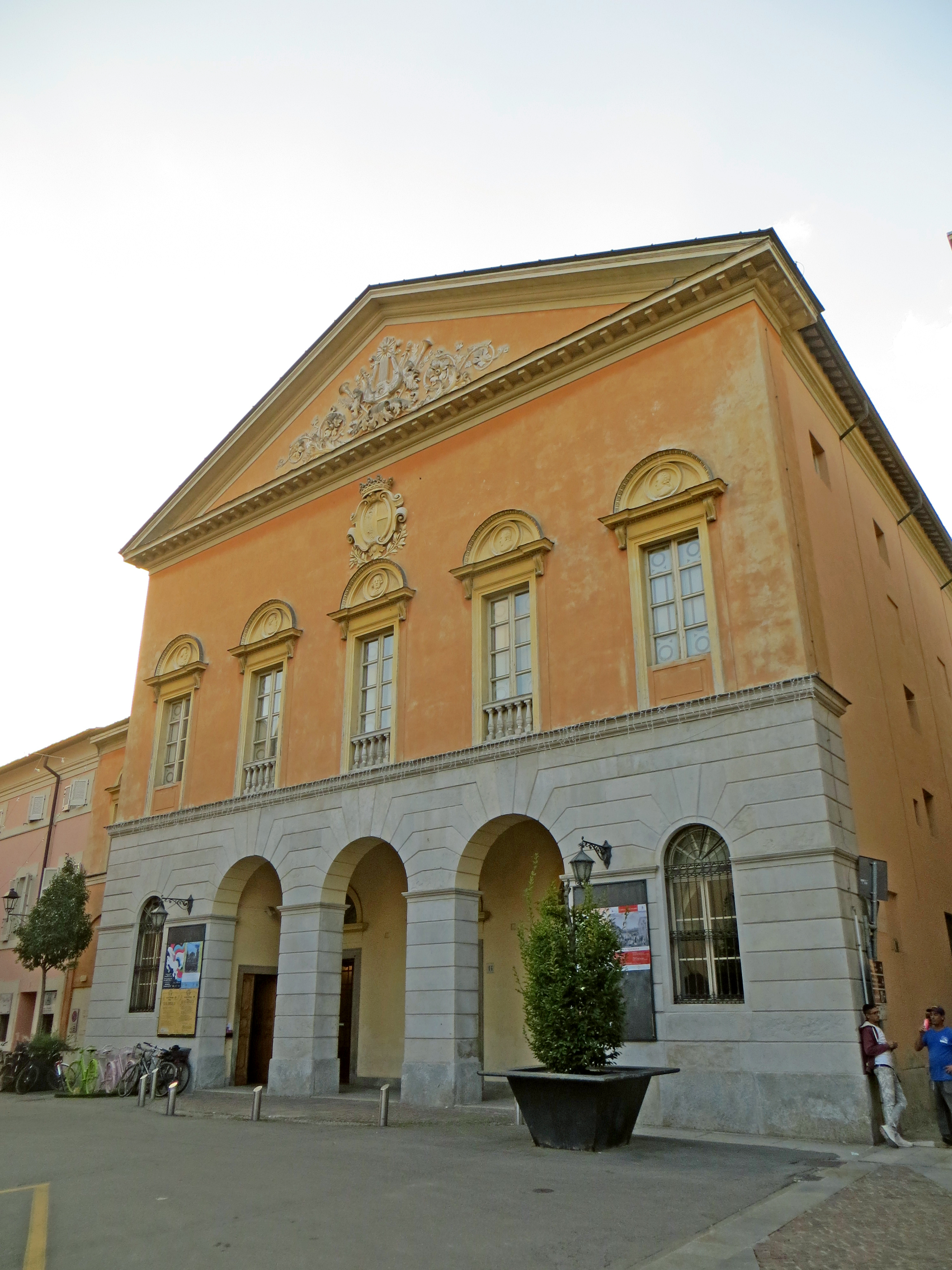
Teatro Girolamo Magnani

Edificato a partire dal 1813 su disegno dell'architetto Nicolò Bettoli, il teatro neoclassico fu completato nel 1861 dall'ingegner Antonio Armarotti, che semplificò il progetto iniziale troppo oneroso; le pregevoli decorazioni del foyer, del ridotto e della sala furono interamente realizzate dallo scenografo fidentino Girolamo Magnani, al quale la struttura fu intitolata nel 1889. La platea si sviluppa su una pianta a ferro di cavallo, su cui si innalzano tre ordini di palchi e il loggione sovrastante, per complessivi 430 posti a sedere. Il teatro è ancora utilizzato per la rappresentazione di spettacoli di prosa e di opere liriche.

#### Ponte romano

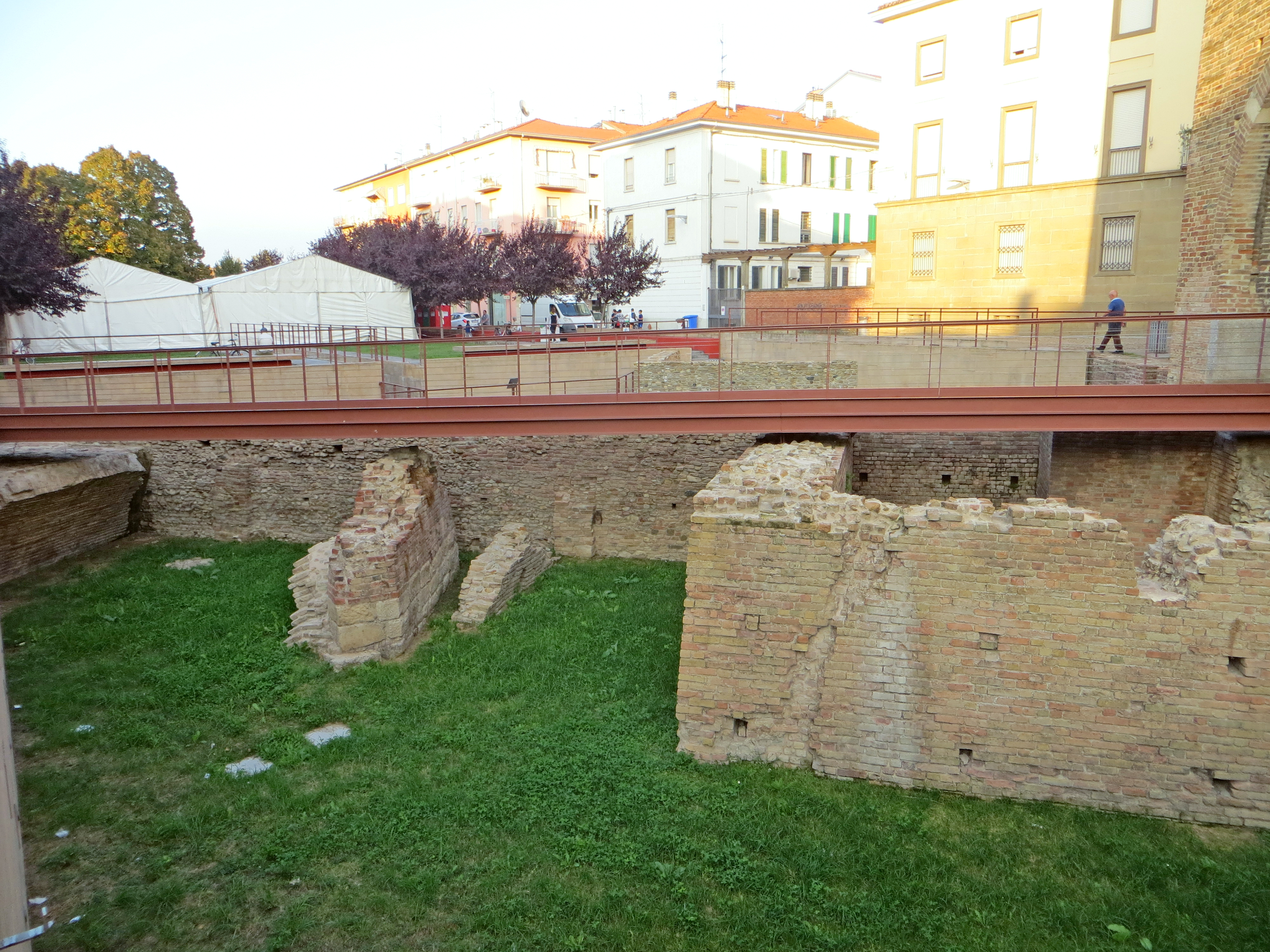
Ponte romano

Edificato probabilmente nel I secolo, il ponte in blocchi di tufo piacentino crollò improvvisamente in epoca alto medievale e fu interrato tra il IX e il X secolo a causa dello spostamento dell'alveo del torrente Stirone; nel 1364 fu innalzata sulla prima campata la porta di San Donnino, che divenne l'ingresso occidentale della città. I resti delle prime due arcate, rinvenuti nel 1874, sono oggi pienamente visibili grazie alla sistemazione della piazza avvenuta verso la fine del XX secolo.

## Società

### Evoluzione demografica
Abitanti censiti

### Etnie e minoranze straniere
Al 31 dicembre 2023 gli stranieri residenti sono 4 276, pari al 15,88% della popolazione.

### Religione
La religione maggiormente praticata a Fidenza è il cattolicesimo. La città è sede vescovile cattolica: la diocesi di Fidenza è suffraganea dell'arcidiocesi di Modena-Nonantola.
A Fidenza sono presenti case religiose di numerosi istituti: le Suore Domenicane Figlie del Santo Rosario, le Figlie della Carità, i Cappuccini.

## Geografia antropica

### Quartieri
Nel centro storico si trovano i quartieri di: Cittadella, Foro Boario, Oriola, San Michele e Terragli di San Pietro.
In periferia si trovano: Coduro, Corea, Europa, Frati, Gigliati, Le Azalee, Luce, Monica, Monvalle, Navigatori, Olmi 2, Peep, San Lazzaro, Viglione, Vaio, Villa Ferro e il quartiere artigianale La Bionda

### Frazioni
Castione Marchesi 
È la più grande frazione di Fidenza, a ridosso di Busseto e Roncole Verdi. Ospita il monastero di Santa Maria Assunta, innalzato a partire dal 983, e un'antica abbazia, già castello medievale, oggi adibita ad azienda agricola. Luogo di terramare, i reperti ritrovati sono custoditi nei musei parmigiani. Ospita un asilo parrocchiale, scuole elementari e medie.
 Fornio 
Frazione di oltre 200 abitanti, Fornio sorge a ovest di Fidenza sui primi rilievi collinari, ai margini del Parco fluviale regionale dello Stirone; sulla vetta di un piccolo rilievo si trova la barocca chiesa di San Lorenzo, contenente alcune opere di pregio.
 Parola 
Situata sul confine orientale del territorio comunale a cavallo della via Emilia e del torrente Parola, la frazione si estende prevalentemente nel comune di Fontanellato, ma la chiesa di Santa Caterina, costruita agli inizi del XIV secolo e completamente riedificata tra il 1741 e il 1749 in stile barocco, sorge sulla sponda fidentina del corso d'acqua.
 Pieve Cusignano 
Frazione di circa 200 abitanti, sita tra colli fidentini in val Parola, ospita la chiesa di San Giovanni Battista, edificata originariamente in stile romanico entro il XII secolo ma ristrutturata in forme neoclassiche nella prima metà del XVIII secolo. In località Monte Manolo, sul versante sinistro della vallata, si trova il neoclassico santuario della Madonna delle Grazie, meta di numerosi pellegrini.
 Santa Maria del Gisolo 
Piccola località situata tra il torrente Parola e il rio Gisolo a ridosso del borgo di Costamezzana di Noceto, è costituita da un gruppo di edifici, comprendenti una chiesa romanica e una casa-torre, costruiti in epoca medievale probabilmente dai cavalieri templari ma gestiti dal XVI secolo al 1810 dai frati eremitani agostiniani del convento di San Pietro; dalla soppressione degli ordini ecclesiastici sancita da Napoleone, il complesso appartiene a privati.

## Infrastrutture e trasporti
Fidenza è attraversata dalle antiche Via Emilia e Via Francigena. La città è dotata di un'uscita sull'autostrada A1 e di una tangenziale.
La stazione di Fidenza è posta sulla linea ferroviaria Milano - Bologna. Da qui si diramano la ferrovia Fidenza-Cremona, la ferrovia Fidenza-Fornovo e la ferrovia Fidenza-Salsomaggiore Terme.
Quest'ultima subentrò, nel 1937, alla tranvia Fidenza-Salsomaggiore che percorreva un tratto della Strada statale 359 di Salsomaggiore e di Bardi; una seconda tranvia interurbana a vapore, in esercizio fra il 1894 e il 1937 consentiva il collegamento con Soragna collegando altresì le frazioni di Castellina e Chiusa Ferranda.

## Amministrazione

Il gonfalone comunale

| Periodo           | Periodo           | Primo cittadino    | Partito                                                                                          | Carica      | Note          |
| ----------------- | ----------------- | ------------------ | ------------------------------------------------------------------------------------------------ | ----------- | ------------- |
| 1945              | 1945              | Roberto Marchetti  | CLN                                                                                              | Sindaco     |               |
| 1945              | 1946              | Armando Porcellini | PSIUP                                                                                            | Sindaco     |               |
| 1946              | 1950              | Giordano Piccinini | PCI                                                                                              | Sindaco     |               |
| 1950              | 1964              | Adolfo Porcellini  | PSI                                                                                              | Sindaco     |               |
| 1964              | 1969              | Tullio Marchetti   | PSI                                                                                              | Sindaco     |               |
| 1969              | 1970              | Arturo Cantini     | MAS (Movimento Autonomia Socialista)                                                             | Sindaco     |               |
| 1970              | 1976              | Massimo Porta      | PCI                                                                                              | Sindaco     |               |
| 1976              | 1985              | Giovanni Mora      | PCI                                                                                              | Sindaco     |               |
| 12 maggio 1985    | 3 luglio 1990     | Claudio Rossi      | PCI                                                                                              | Sindaco     | [ 34 ]        |
| 9 luglio 1990     | 27 settembre 1991 | Claudio Rossi      | PCI                                                                                              | Sindaco     | [ 34 ]        |
| 27 settembre 1991 | 24 aprile 1995    | Massimo Tedeschi   | PDS                                                                                              | Sindaco     | [ 34 ]        |
| 8 maggio 1995     | 28 giugno 1999    | Massimo Tedeschi   | PDS                                                                                              | Sindaco     | [ 34 ]        |
| 29 giugno 1999    | 12 maggio 2004    | Massimo Tedeschi   | DS                                                                                               | Sindaco     | [ 34 ] [ 35 ] |
| 12 maggio 2004    | 14 giugno 2004    | Francesco Russo    |                                                                                                  | Comm. pref. |               |
| 14 giugno 2004    | 17 febbraio 2009  | Giuseppe Cerri     | centro/centro-sinistra                                                                           | Sindaco     | [ 34 ] [ 35 ] |
| 17 febbraio 2009  | 22 giugno 2009    | Francesco Vinci    |                                                                                                  | Comm. pref. |               |
| 22 giugno 2009    | 10 maggio 2014    | Mario Cantini      | Popolo delle Libertà-Lega Nord e Unione di Centro                                                | Sindaco     | [ 34 ] [ 35 ] |
| 10 maggio 2014    | 10 giugno 2014    | Fernanda Canfora   |                                                                                                  | Comm. pref. | [ 36 ]        |
| 10 giugno 2014    | 27 maggio 2019    | Andrea Massari     | Partito Democratico e liste civiche "Fidenza bene comune" e "Scelgo Massari sindaco"             | Sindaco     | [ 34 ]        |
| 27 maggio 2019    | 10 giugno 2024    | Andrea Massari     | Partito Democratico e liste civiche "Fidenza davvero!" e "Fidenza a sinistra"                    | Sindaco     | [ 34 ]        |
| 10 giugno 2024    | in corso          | Davide Malvisi     | Fidenza C'E' - Malvisi Sindaco Partito Democratico Fidenza fare comunità Officina Fidenza futura | Sindaco     | [ 34 ]        |

### Gemellaggi
Fidenza è gemellata con:
- Sisteron
- Herrenberg

## Sport
A Fidenza sono presenti numerose società impegnate in diverse attività sportive.
Nel calcio sono presenti il Fidenza, storica squadra della città, che disputa il torneo di Prima Categoria e la Fidentina Borgo San Donnino, nata nel 2025 dall'unione di due precedenti compagini calcistiche, il Borgo San Donnino e la Fidentina, che milita attualmente nel campionato di Eccellenza.
Sport storico della città è inoltre la pallacanestro, dove la prima squadra della città risale al 1943, anno di fondazione della Pallacanestro Fulgor Fidenza 2014. Le partite della squadra si sono disputate fino a fine degli anni '90 nei pressi del palazzetto del centro giovanile "Don Bosco", ma a causa della limitata capacità di quest'ultimo, venne successivamente eretto il PalaPratizzoli per risolvere il problema definitivamente.
Ogni anno a Fidenza passa la Maratona dei luoghi verdiani, con partenza a Salsomaggiore Terme e arrivo a Busseto. È una corsa che attraversa anche gli abitati di Fontanellato e Soragna a cui partecipano maratoneti di fama internazionale, sia in campo maschile che femminile. Inoltre, sempre annualmente, a Fidenza transita la corsa ciclistica dilettantistica Milano-Busseto.
Da Fidenza sarebbe dovuta partire l'undicesima tappa del Giro d'Italia del 1988 con arrivo sul Passo della Cisa, poi annullata. Il 14 maggio 2010 è stata invece teatro di partenza della sesta tappa del Giro d'Italia 2010 (Fidenza - Carrara).